# Geografía de Sudán

Sudán está situado en el nordeste de África. Está limitado al norte por Egipto, al nordeste por el mar Rojo, al este por Eritrea y Etiopía, al sur por Sudán del Sur, al sudoeste por la República Centroafricana, al oeste por Chad y al noroeste por Libia.
Fue el país más grande de África hasta su separación de Sudán del Sur en 2011. Actualmente es el tercero en tamaño, después de Argelia y la República Democrática del Congo.
El río Nilo es la principal característica geográfica de Sudán, puesto que atraviesa todo el país desde Sudán del Sur (Nilo Blanco) y Etiopía (Nilo Azul) hasta Egipto, por el norte, y la mayor parte del país se encuentra en su cuenca. 
La principal riqueza del país es el petróleo, pero también posee minas de cromo, cobre, hierro, mica, plata, oro, tungsteno y zinc.

## Relieve

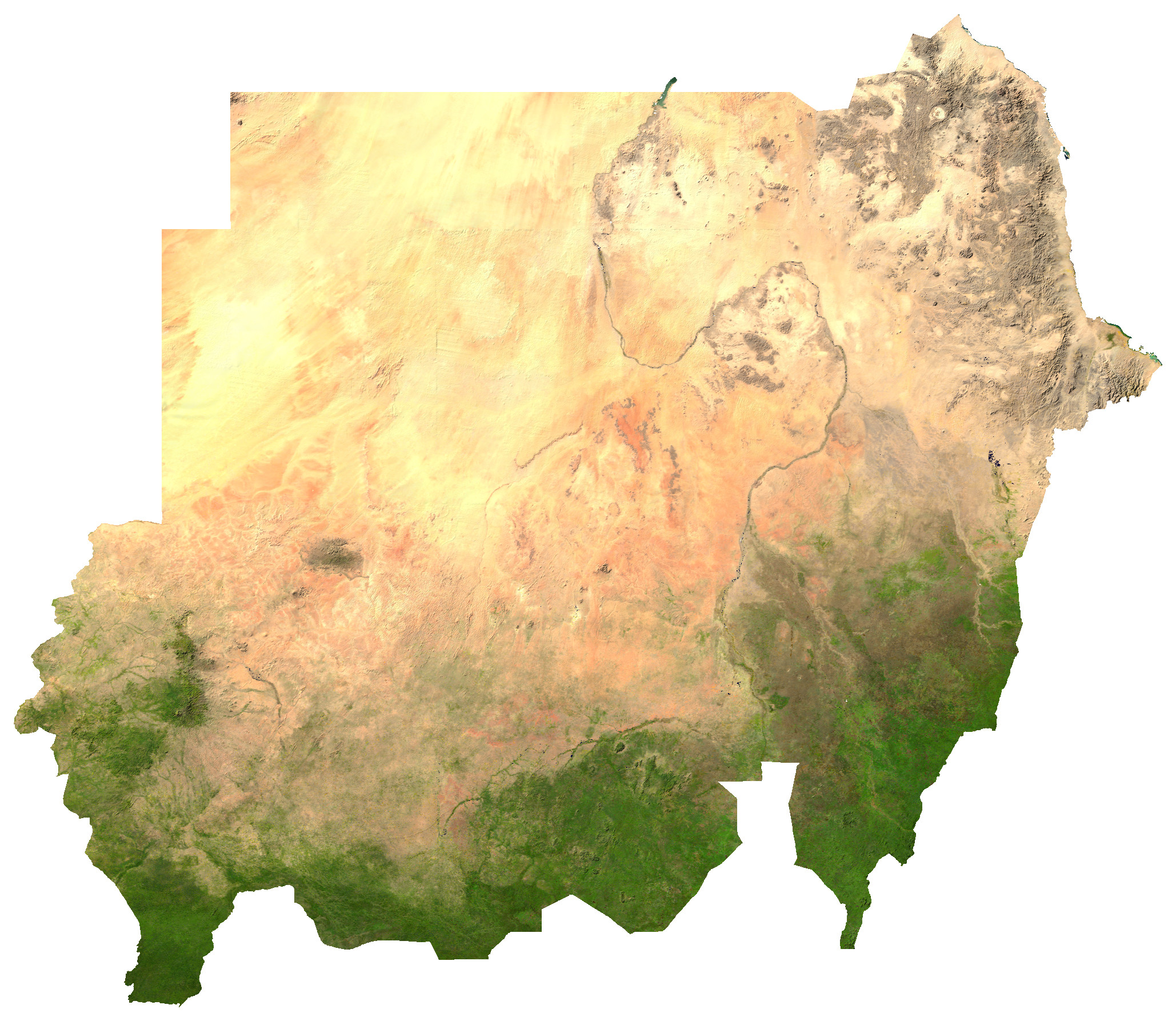
Vista satelital de Sudán.

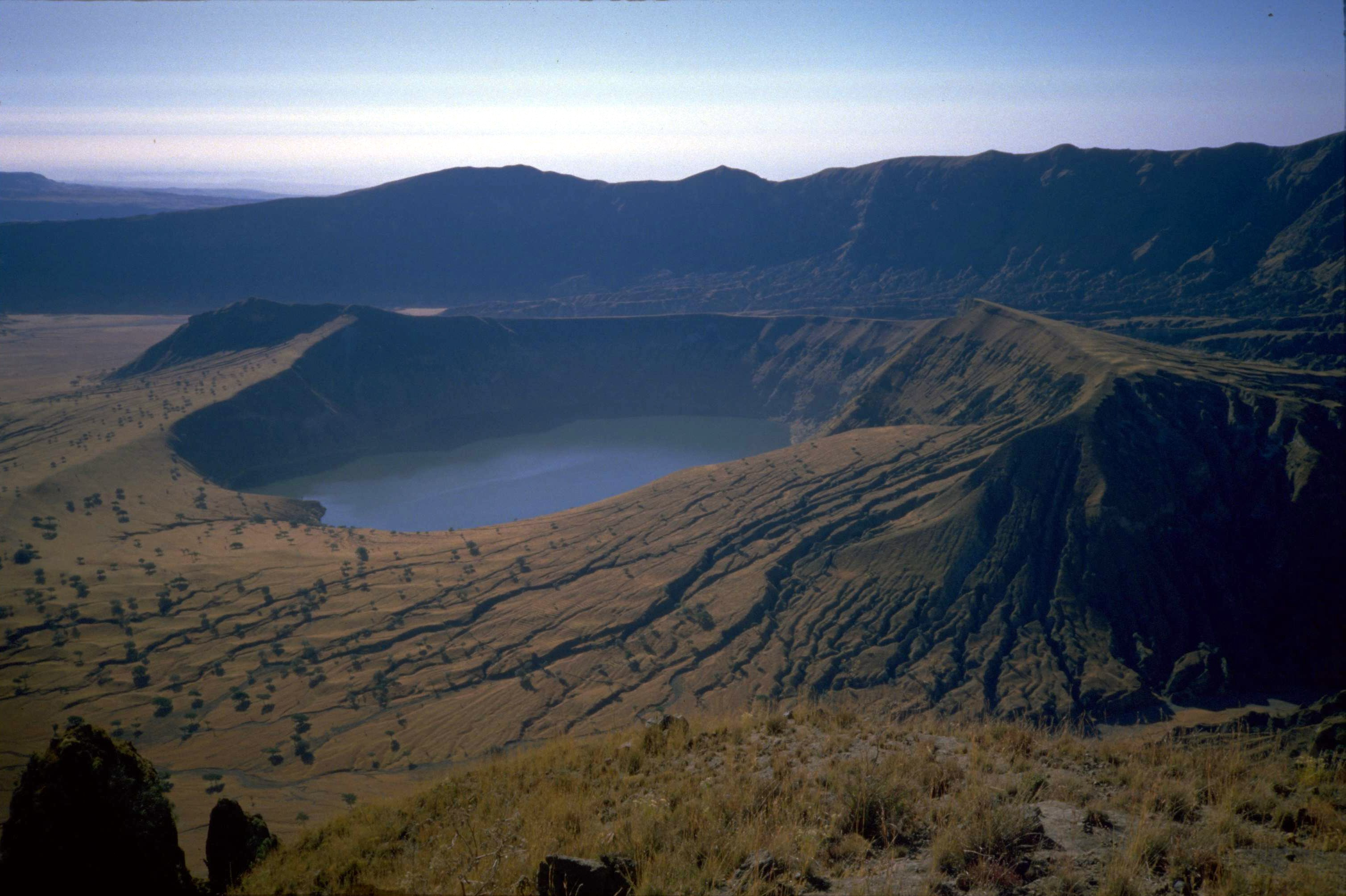
Montes Marra en el sudoeste de Sudán, con el cráter Deriba, de 3.042 m de altitud, la máxima del país.

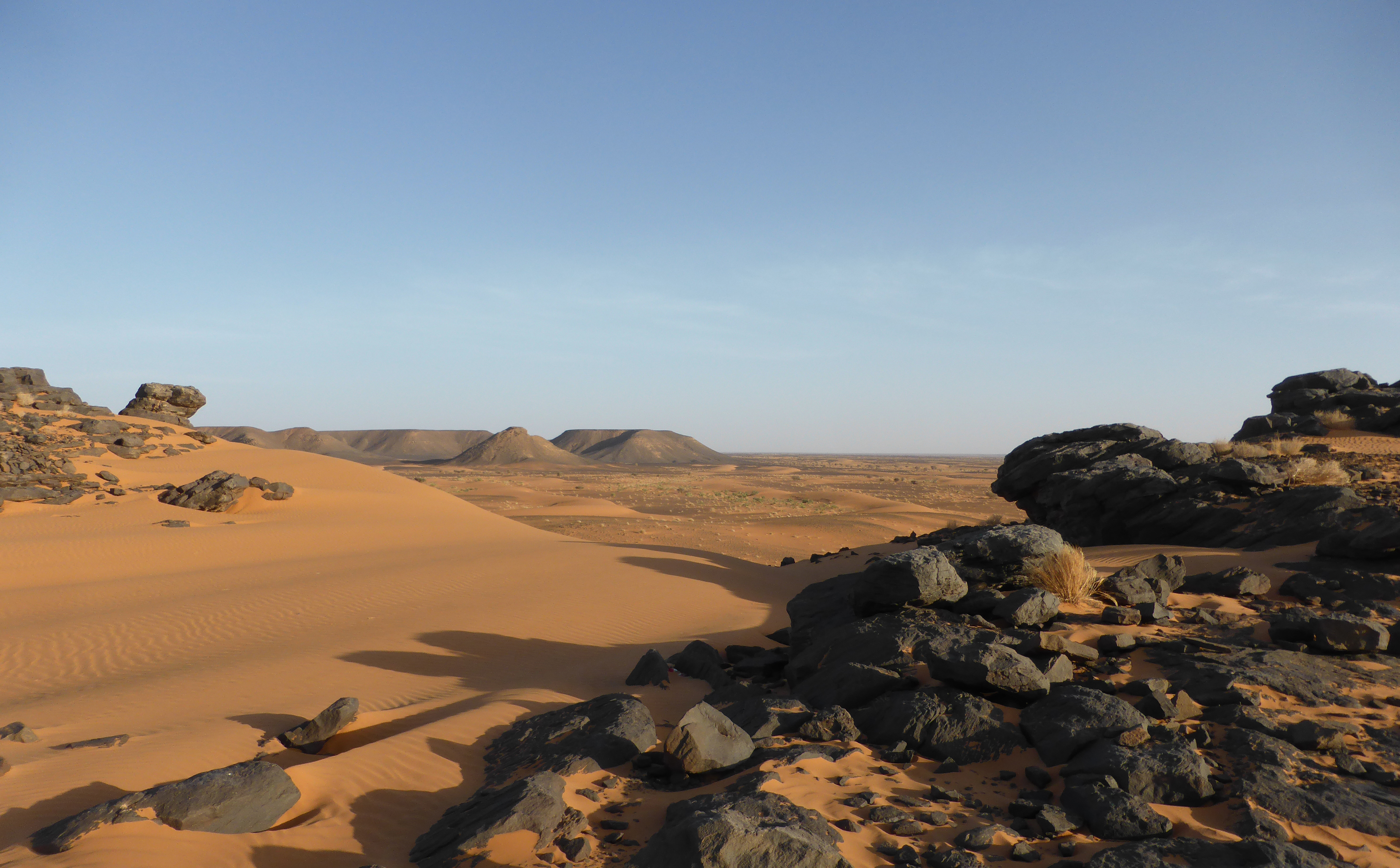
Paisaje del norte de Sudán

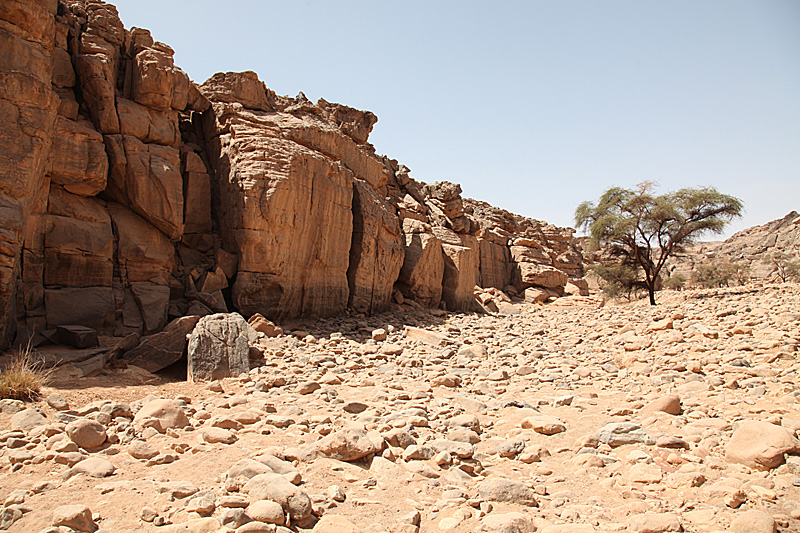
Paisaje del noroeste de Sudán.

La inmensa llanura que forma Sudán está limitada al oeste por la divisoria Congo-Nilo y las tierras altas de Darfur, y al este por el macizo etíope y la región de Itbay, cuyas colinas bordean el mar Rojo.
Al norte de Sudán, entre Jartum y la frontera egipcia, se extiende un desierto de arena que pertenece al Sahara y es atravesado de sur a norte por el río Nilo, que lo divide en dos: al este, el desierto de Nubia, y al oeste, el desierto de Libia. Son muy similares, con rocas y dunas, pero solo hay oasis en el de Libia, como Bir en Natrūn, aunque no es suficiente para mantener una población. En esta región, solo es habitable un área de en torno a 2 km de anchura junto al río Nilo. 
La llanura occidental está formada principalmente por arenisca de Nubia, una variedad de arenisca que tiene capas delgadas de arcillas marinas y margas, y que tiene color marrón o rojizo. 
Al oeste de Sudán se encuentran las regiones conocidas como Darfur y Kordofán, aunque el estado de Kordofán Occidental desapareció en 2005. Ambas regiones suman 850.000 km². En esta inmensa área no hay apenas fuentes de agua, y personas y animales se ven obligados a reunirse en las pocas existentes.
Darfur occidental, en la frontera con Chad, es una llanura ondulada dominada por los montes Marra, o Jebel Marra, una cadena de picos volcánicos con la máxima altitud del país, 3.042 m en el cráter Deriba. Forman el límite meridional del Sahel, se alzan unos 2600 m sobre Chad, y 900 m sobre el desierto de Sudán. El drenaje de estas montañas, algo más lluviosas que el resto, supone asentamientos y una vegetación del tipo monte xerófilo del Sahara oriental. Al norte hay una región llamada jizzu, beneficiada por lluvias esporádicas y que también forma parte de Chad, con algunos uadis. Al sur, se extiende el qoz, una zona de dunas de arena sobre la que las lluvias hacen crecer de vez en cuando una capa de hierba.
Algo más al sur, en la frontera con la República Centroafricana, la meseta de Darfur forma la divisoria de aguas entre los ríos Nilo y Congo.
Hacia la zona central, aparecen mesas aisladas, (elevaciones mesetarias de arenisca) que  hacia el sur se convierten en inselbergs, colinas aisladas de granito que emergen abruptamente, y que, en el extremo meridional de Kordofán, forman el paisaje de los montes Nuba, hasta la frontera con Sudán del Sur. Solo rompen el paisaje las colinas Ingessana, donde hay minas de cromo y platino.
En el sudeste, entre los ríos Dinder y Rahad, afluentes del Nilo Azul, se encuentra la zona más productiva. En las suaves vertientes que descienden del macizo etíope, relativamente húmedas, y Sudán del Sur, entre el Nilo Azul y el Nilo Blanco, en las llanuras arcillosas conocidas como jazirah (península en árabe), se ha desarrollado el gran proyecto Gezira, donde se cultiva algodón para la exportación.
En el este y el nordeste, entre desierto y semidesierto, se hallan las regiones de Butana, entre el Nilo, Etiopía, Jartum y el río Atbara; el delta del río Mareb, y las colinas del mar Rojo, que forman abruptos escarpes sobre una llanura costera que tiene entre 16 km en el sur y 24 km de anchura en la frontera con Egipto, festoneada por dunas y arrecifes de coral. El río Mareb, o Qash, que nace en Eritrea y sigue la frontera con Etiopía camino del Nilo, desaparece en las arenas de la llanura oriental sudanesa, en un delta interior con árboles y arbustos, donde pastan camellos y se cultiva algodón.
La frontera con Sudán del Sur está festoneada por una larga llanura arcillosa que va desde la República Centroafricana, al oeste, hasta Etiopía, al este. Está cubierta por herbazales de sabana cuya riqueza depende de la lluvia recibida. Forma parte de la ecorregión sabana de acacias del Sahel en el norte y de la sabana sudanesa oriental en el sur, más húmeda, que se extiende por la frontera con Etiopía y Eritrea. Forma parte del ámbito de los elefantes. La llanura está cortada por el Nilo Blanco, que recibe por el oeste al río al-Arab, que procede de los montes Marra y desemboca en el lago No, en Sudán del Sur. Algunos de sus afluentes proceden de la zona fronteriza entre la República Centroafricana, Sudán y Sudán del Sur, donde se encuentra el parque nacional Radom y que constituye la divisoria Congo-Nilo de aguas.
Las colinas del mar Rojo, del inglés Red Sea hills, conocidas también como montañas Itbay, por ocupar la región de Itbay, forman una cordillera de 1700 km de longitud que se extiende de noroeste a sudeste a lo largo de la costa, entre Egipto y Sudán, desde el golfo de Suez hasta las primeras estribaciones del macizo etíope. Está formada por esquistos y gneiss precámbricos que encierran uranio, titanio y oro. Se alza sobre el desierto de Nubia por el oeste y cae a pico sobre la llanura costera por el este, culmina, por el norte, en el monte Asoteriba, de 2.215 m, y en el centro, cerca de Port Sudan, en el monte Oda, de 2.259 m.

## Hidrografía

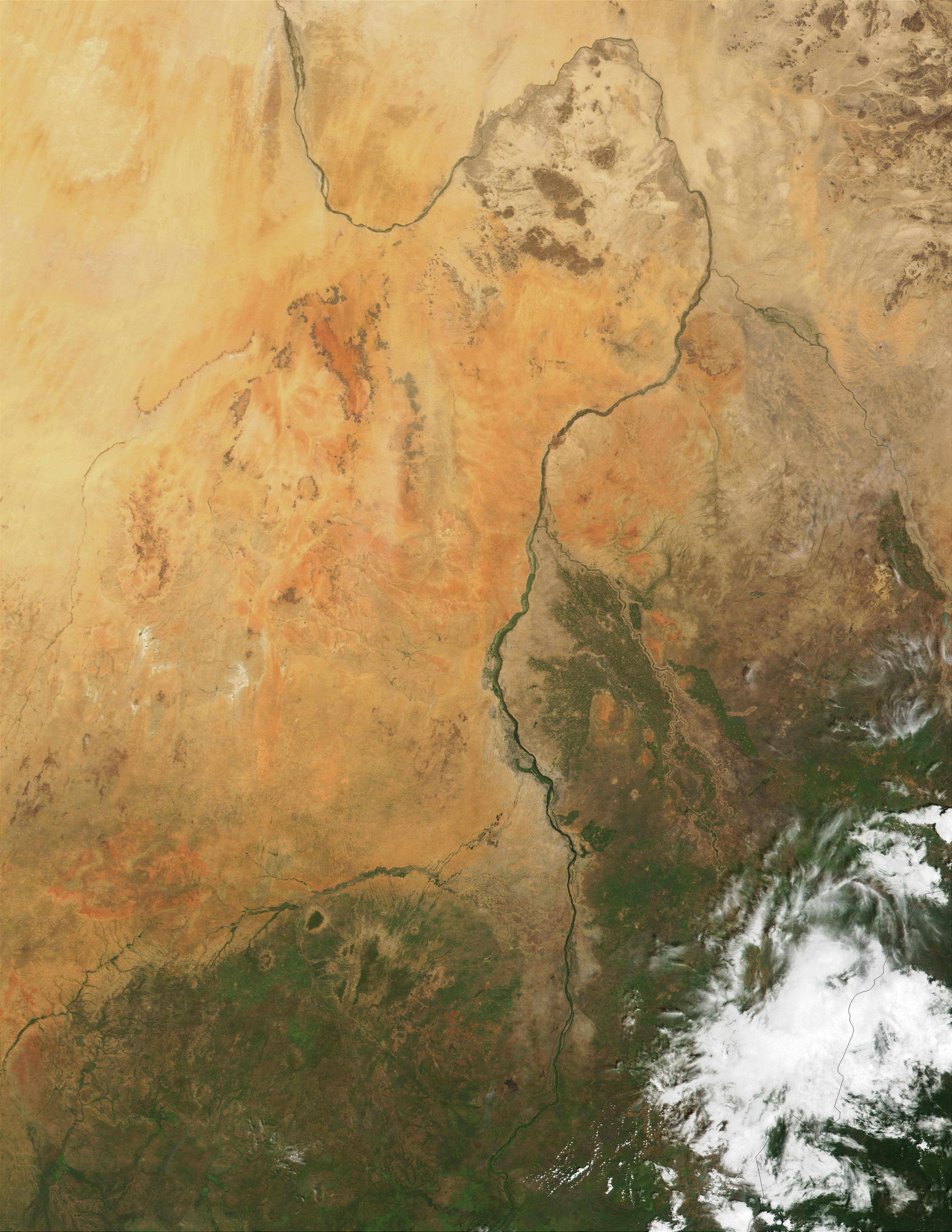
Imagen aérea de la gran curva del Nilo en Sudán, que contiene el desierto de Bayuda.

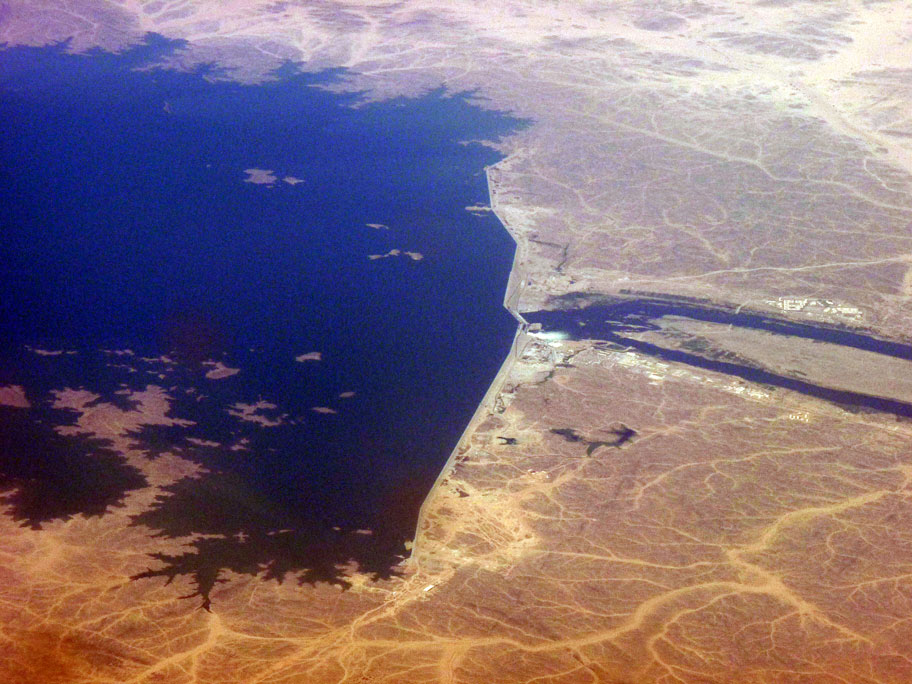
Embalse de Merowe, en Sudán

El río Nilo es dominante en todo Sudán, pues todas las cuencas y corrientes confluyen en su cauce. El Nilo Blanco entra por la frontera de Sudán del Sur, al sudeste, 100 km al sur de Kosti y mantiene un escaso gradiente hasta Jartum, donde se une al Nilo Azul, procedente de Etiopía y causante de las crecidas del río en época de lluvias. El Nilo sigue hacia el norte realizando una amplia curva en Abu Hamad, a 550 km de Jartum, hacia el sur y de nuevo en Ed Debba hacia el norte, atrapando en medio el desierto de Bayuda. Pocos afluentes alcanzan el Nilo a su travesía por Sudán, y casi todos perecen en las arenas del desierto. Destacan por el oeste los uadis Howar, el Milk y el Ghalla, y, por el este, el río Atbara, el último de sus grandes afluentes antes del delta, procedente de Etiopía, por el este, y el río Mareb, que perece en el desierto.
En Sudán se han construido diversos embalses de gran tamaño para aprovechar los recursos del Nilo y cumplir ambiciosos planes agrícolas. Los más importantes son:
- Embalse de Jebel Aulia, Nilo Blanco.
- Embalse de Khashm el Girba, en el río Atbara, afluente del Nilo.
- Embalse de Merowe, en el Nilo, cerca de Merowe.
- Embalse de Roseires, en el Nilo Azul.
- Embalse de Sennar, en el Nilo Azul.
- Complejo de embalses de los ríos Atbara y Setit. Comprende dos embalses, el embalse de Rumela en la zona alta del río Atbara, y en embalse de Burdana, en el río Setit. Los dos embalses estarían conectados pues se hallan donde se unen los ríos Atbara y Setit.

## Clima

Mapa de Köppen del clima de Sudán. En rojo, desértico cálido, en calabaza, semiárido, y en azul, tropical de sabana.

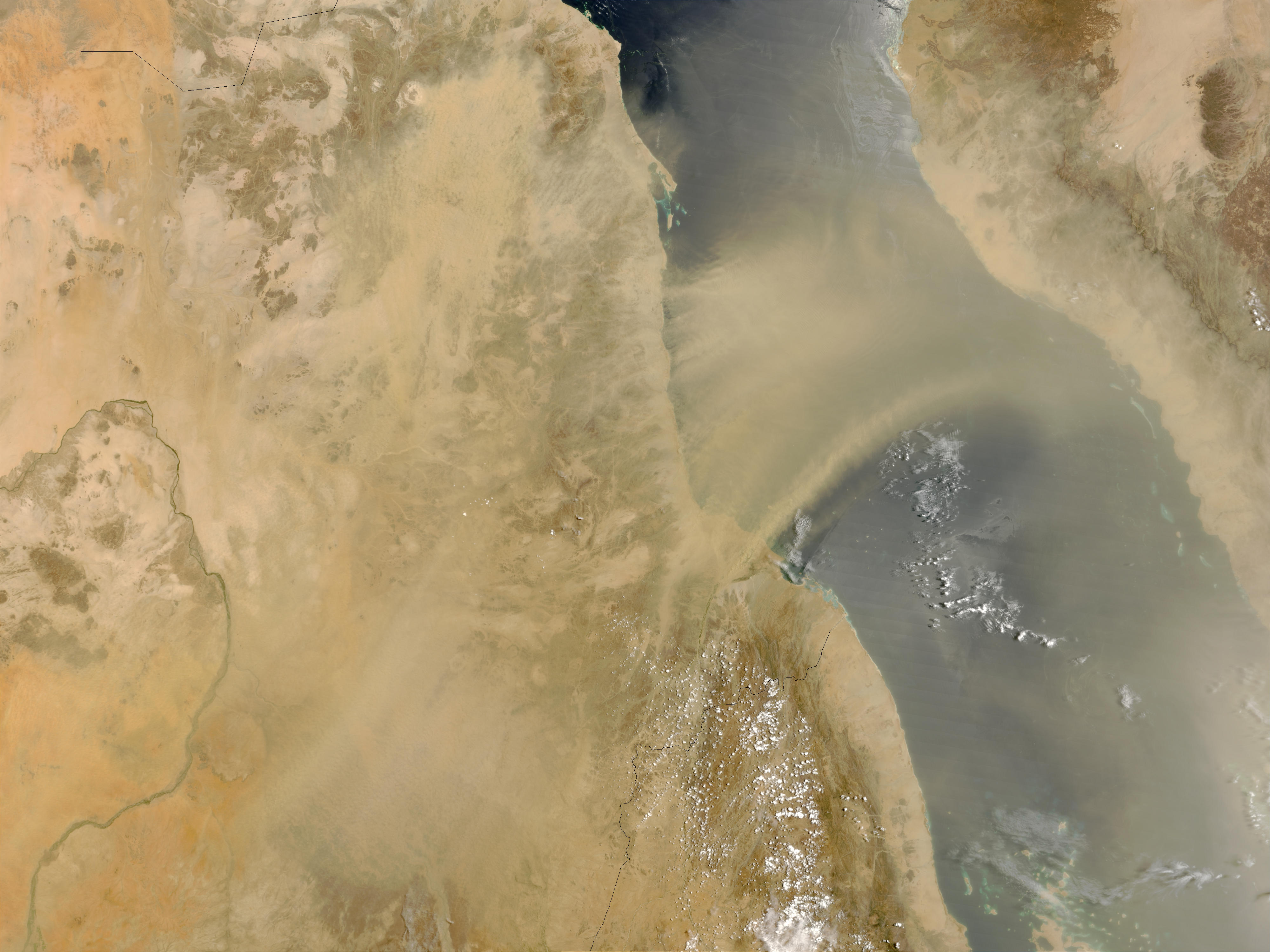
Tormenta de polvo sobre la costa del mar Rojo, en Sudán.

El clima de Sudán es desértico en el norte y en la costa del mar Rojo, y semidesértico o semiárido en el sur, afectado por los monzones. 
En la costa del mar Rojo, el invierno es suave y el verano es caluroso y húmedo. En Port Sudan, las temperaturas oscilan en invierno entre 19 y 27.oC, y en verano, entre 29 y 41.oC. Las lluvias en toda la costa apenas superan los 100 mm y caen entre octubre y enero, con la mitad, unos 50 mm, en noviembre, aun con calor (24-31.oC). Suele haber neblinas y las tormentas pueden ser esporádicamente intensas.
El norte del país pertenece al ámbito del Sahara, tanto el desierto libio al oeste como el nubio al este. Este último carece de oasis y asentamientos, salvo a orillas o cerca del Nilo, donde quedan restos de la civilización nubia en Meroe. En Wadi Halfa, al norte, en la frontera de Egipto y junto al lago Nasser formado por la presa de Asuán, llega a hacer frío por las noches en invierno, con temperaturas diarias que oscilan entre 11 y 24 oC en enero, pero entre abril y octubre siempre hace calor. Entre mayo y septiembre las máximas siempre superan los 40.oC, con récords de 50-52.oC, y las mínimas no suelen bajar de 25.oC. No llueve, pero se producen tormentas de arena en cualquier época a causa del viento.
En el desierto de Bayuda ya son posibles algunos chaparrones por la influencia del monzón, y en Jartum, a 400 m de altitud, donde se unen los Nilos Azul y Blanco, el monzón impacta en verano, entre junio y septiembre, con una media de 160 mm, 70 de ellos en agosto, pero solo en 3 o 5 días de lluvia. En total, llueve una media de 14 días al año. Las temperaturas siempre son altas, de 16-31.oC en invierno, y de 27-41.oC en mayo y junio. En noviembre, de 21-35.oC.
Cuando llega el monzón, entre mayo y junio, el aire húmedo del sur produce un fenómeno conocido como haboob, que significa 'viento fuerte' en árabe. Es propio de Sudán y Arabia, se produce durante el desplazamiento del frente intertropical hacia el norte, cuando las tormentas generadas por el ascenso de aire se hunden, el aire cae a tierra y se expande alrededor levantando nubes de polvo en forma de tormentas de arena.
En los montes Marra, al sudoeste, las temperaturas son más suaves, debido a la altitud, y las lluvias más abundantes, de 600-700 mm, como en el sur.
Al sur de Sudán, las lluvias se incrementan poco a poco hasta los 700 mm en la frontera con Sudán del Sur. En los montes Nuba, las lluvias duran de mayo a octubre, aunque sobre todo de junio a septiembre, y siempre hace calor. En Nyala, hacia el sudoeste, a 650 m de altitud, en Darfur Meridional, caen algo más de 400 mm, casi todo entre junio y septiembre. Las temperaturas oscilan entre 15-31.oC en invierno, y 23-38.oC en mayo, antes de las lluvias.
Las colinas del mar Rojo son desérticas en su parte norte y tropicales semidesérticas en el sur, con precipitaciones de hasta 200 mm. Al oeste hay una red de uadis que se dirigen al Nilo y puede llegar a nevar en las alturas. Hay tamarindos, sicomoros y acacias.

## Áreas protegidas de Sudán

Mapa del parque nacional Dinder, en la frontera con Etiopía

En Sudán hay 23 áreas protegidas que cubren una extensión de unos 42.698 km², el 2,28 por ciento del territorio, y 10.662 km² de superficie marina, el 16 por ciento de los 66.786 km² que pertenecen a Sudán. Entre las áreas protegidas hay 4 parques nacionales, 2 parques nacionales marinos, 2 áreas de conservación, 2 santuarios de vida salvaje, 1 reserva natural, 4 santuarios de aves y 2 reservas de caza. Además, hay 2 reservas de la biosfera de la Unesco, 1 sitio patrimonio mundial y 3 sitios Ramsar.
- Parque nacional Dinder, 10 000 km², en el sudeste, frontera con Etiopía. También es sitio Ramsar. Numerosos humedales en los ríos que descienden de las montañas etíopes hacia la llanura del Nilo. Importante zona migratoria de aves y numerosos herbívoros. También hay restos arqueológicos del Sultanato de Sennar.

- Parque nacional Radom, 12.500 km², en el sudoeste, frontera con República Centroafricana. Al sodoeste del lago Kundi en Darfur meridional, limitada por los ríos Adda y Umblasha. Colinas arboladas, hay elefantes, leones, guepardos y jirafas en escaso número debido a la desertización por el cambio climático.

- Parque nacional del archipiélago de Suakin, 1500 km², en el mar Rojo, cerca de la frontera con Eritrea.

- Parque nacional de Jebel Hassania, en el desierto de Nubia, de pequeña extensión, para criar gacelas dorcas.

- Parque nacional marino del atolón Sanganeb y la bahía de Dungonab, y parque nacional marino de la isla de Mukkavar.[9] Aunque el atolón tiene 12 km², en el mar Rojo, juntos cubren 2600 km². Sanganeb es un arrecife de coral aislado en el centro del mar Rojo con un atolón a 25 km de la costa sudanesa. Está unido a la bahía de Dungonab y a la isla de Mukkavar, 125 km al norte de Port Sudan. Arrecifes de coral, manglares, playas e islotes.[10][11] Las mantarrayas más grandes del mundo.[12]

Entre los sitios Ramsar se encuentra el parque nacional Dinder, que tiene una cuarentena de humedales y lagunas formadas en los meandros de los ríos Rahad y Dinder, con sus afluentes, y además:
- Suakin-Golfo de Agig, sitio Ramsar 1860, 11.250 km², en el mar Rojo, junto al archipiélago Suakin, al sur de Port Sudan. Tortugas, delfines, etc.[13]

- Bahía de Dungonab-Marsa Waiai, sitio Ramsar 1859, 2800 km², costa del mar Rojo, al norte de Port Sudan. Arrecifes, manglares, sebkhas y arrecifes que permiten la existencia de especies amenazadas.[14]

- Delta interior del khor Abu Habil, sitio Ramsar número 2485, creado en 2022 en las coordenadas : 13°3′29″ N 32°6′44″ E con una extensión de 9464 km2. Humedal interior localizado a 400 km al sudoeste de Jartum. Es el único de los tres deltas aluviales de Sudán que se mantiene intacto. Posee cientos de pozas temporales que aparecen en medio de las dunas durante la crecida del río (khor en sudanés local) Abu Habil.[15] entre julio y octubre. El bosque produce aceite de dátilero del desierto, zumo de tebeldi de los baobabs, goma arábiga de las acacias, forraje, plantas medicinales y madera como combustible para los cientos de aldeas que rodean al lugar.[16]

## Población de Sudán y grupos étnicos
En Sudán había una población estimada en 2019 de 43,1 millones de habitantes, la mayoría descendientes de emigrantes de la cercana península arábiga, que constituyen en 70% de la población total y son el grupo étnico más numeroso. En 2013 había menos de 35 millones de habitantes, por lo que el incremento ha sido muy significativo. Se dice que hay cerca de 600 tribus que hablan más de 400 idiomas y dialectos, aunque se pueden agrupar en poco más de 150 grupos. La mayoría son musulmanes.
Con excepción que la franja de asentamientos que corresponde al lecho del río Nilo, que cruza el país de sur a norte y se adentra en el norte en una zona completamente desértica, la población está dispersa por la zona sur, en la frontera con Sudán del Sur, donde la vegetación y las fuentes de agua son abundantes, en los alrededores de Jartum, donde se unen el Nilo Blanco y el Nilo Azul, y en Darfur del Sur, al sudoeste. Entre el 41% y el 43% de la población tiene menos de 15 años, mientras que los mayores de 65 años constituyen el 3%; en Europa, los menores de 15 años son el 15% y los mayores de 65, entre el 18% y el 20%. La edad media en Sudán es de 17,9 años. La tasa de crecimiento anual del 2,93%, con 4,85 niños por mujer en 2018. La escolarización acaba a los 8 años. La población urbana constituye el 35%, con 5,5 millones en Jartum y 834.000 en Niala.

#### Grupos étnicos
Los árabes constituyen la etnia más numerosa; sin embargo, se subdividen en miles de grupos étnicos y subgrupos que se distinguen por su particular secta musulmana, dialecto del árabe y costumbres adaptadas a la región en particular. No solo forman parte de este grupo los árabes procedentes de la península de Arabia, sino también las tribus arabizadas a lo largo de los siglos.
- Árabes sudaneses, 13,5 millones
- Árabes sirios o levantinos, 101.000
- Árabes egipcios, 690.000
- Árabes yemeníes, 27.000

Entre los arabizados con más de 1 millón de individuos:
- Baggara, 1 millón
- Bederia, 1 millón
- Gaaliin, 3,4 millones
- Gawamaa, 1 millón
- Guahyna, más de 2 millones
- Kawahia, 1 millón

Nota: Las cifras están obtenidas de Joshua Project.